# 耐塩性

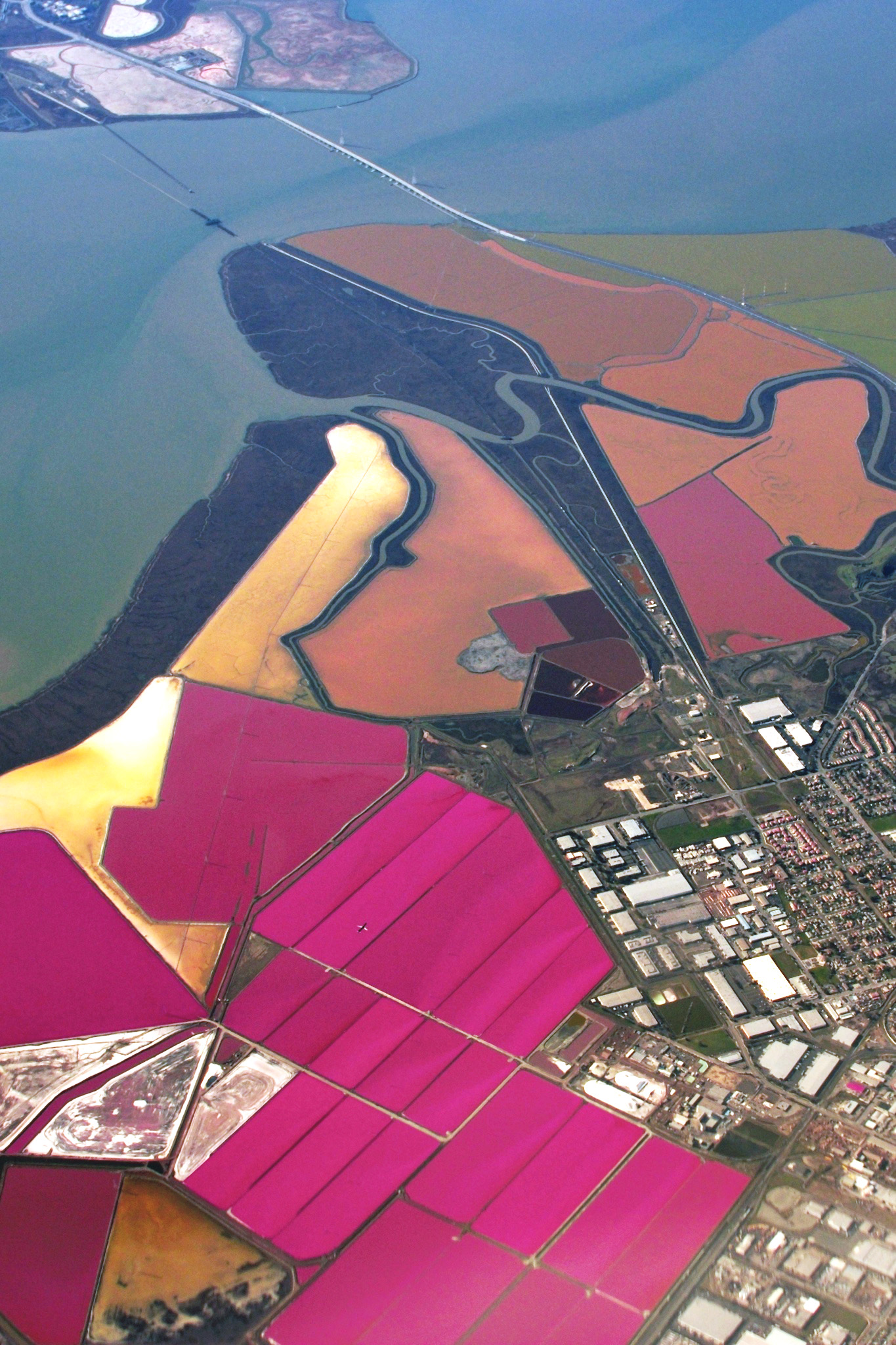
サンフランシスコ湾の塩田。塩分が高くなると高度好塩菌が優勢になり赤色になる。

耐塩性（たいえんせい　halotolerance）とは、塩化ナトリウム濃度が高い環境条件に対して適応した生物の性質である。耐塩性は、超塩湖、沿岸砂丘、塩性砂漠、塩性湿地、塩性の内海や湧水などの高塩分濃度の地域に生息する生物が有する傾向がある。類似の用語として好塩性（halophilic）があり、生育のためには通常よりも高い濃度の塩分を必要とする。一部の真正細菌に見られ、好塩性の細菌は好塩菌（halophile）と呼ばれる。耐塩性生物（全てのドメインに見られる）は生理食塩水条件下で生育できるが、生存のために必ずしも高濃度の塩分を要しない。塩生植物は耐塩性の高等植物である。耐塩性微生物は、生物工学において熱心に研究されている。

## 応用研究
耐塩性に関連する科学研究の分野には、生化学、分子生物学、細胞生物学、生理学、生態学、および遺伝学が含まれる。
耐塩性の理解は、乾燥地帯での農業、ゼリスケープ、水産養殖、海水での培養による有用な化合物（フィコビリンタンパク質やカロテノイドなど）の生産、または塩害土壌のバイオレメディエーションなどの分野への応用が期待されている。さらに、他の多くの環境ストレス要因は浸透圧の変化に関与又は誘発するため、耐塩性について得られた知識は、極端な湿度や温度への耐性を理解することにも役立つ可能性がある。
耐塩性の研究の目標には、土壌塩害の影響を受けた土地、または塩水しか利用できない土地の農業生産性を高めることが含まれる。従来の農業品種は、野生の耐塩性種から育種または遺伝子工学による遺伝子導入によって、或いは耐塩性のメカニズム理解から得られた処理によって、より耐塩性となり得る。また、天然の耐塩性の植物または微生物は、有用な農作物または発酵微生物に開発される可能性がある。

## 塩生植物の耐塩性
高塩分条件の耐性は、いくつかの生化学機構によって成し遂げられる。植物に高水準の塩分が取り込まれると、イオン濃度の不均衡が起こり、細胞呼吸と光合成に障害が生じ、重症の場合、生育速度の低下、障害、枯死を導く。生理食塩水条件に対する耐性には、プロトプラストが、増加した塩濃度の毒性と浸透圧効果を調節する方法を有する必要がある。塩生維管束植物は、塩分濃度が約6％、極端な場合は最大20％の土壌で生き残ることができる。このような耐塩性は、ストレスタンパク質及び適合溶質（compatible osmotic solute）によって成り立つ。
塩生植物は細胞に高レベルの塩分を取り込む傾向がある。この塩分は、土壌から水分の取り込みを確実に行うために、土壌環境よりも浸透ポテンシャルを低く保つためにしばしば必要となる。細胞内の高塩度濃度は、葉緑体などの高感受性の細胞小器官に損傷を与える可能性があるため、イオン分子は液胞へと貯蔵され細胞小器官から隔離される。液胞内の高塩濃度は液胞と細胞質の間に高い濃度勾配を生じさせるため、細胞質での適合溶質の蓄積が行われて塩分が液胞から流出することを防ぐ。このような適合溶質として、プロリンなどのアミノ酸は塩生アブラナ属植物種に、グリシンベタインなどの四級アンモニウム塩基と糖はアカザ科の塩生種に、キク科のメンバーはcyclitesと可溶性糖が知られる。細胞質での適合溶質の蓄積は、塩分の濃度が有毒な水準まで上昇することを防ぐため、または高濃度勾配の維持を必要としている間、浸透圧効果のバランスを制御することを可能にする。

## 細菌の耐塩性
耐塩性の程度は細菌種によって大きく異なる。多くのシアノバクテリアは耐塩性であり、高耐塩性シアノバクテリアはボツワナの超塩湖であるマカディカディ塩湖にて見出されている。

## 真菌の耐塩性
高濃度の塩分を含む環境に生息する真菌は、ほとんどが耐塩性を示す一方で好塩性を示さず、生育に塩分を必要としない。好塩性の真菌はごくまれにしか発見されていない。耐塩性真菌は、天日塩田のような高水準の塩分濃度環境のコミュニティで比較的大部分を構成する。よく研究されている種には、酵母Debaryomyces hanseniiと黒色酵母Aureobasidium pullulansおよびHortaea werneckiiが含まれる。後者は、飽和状態に近い塩化ナトリウム溶液でも塩分を全く含まない培地でも生育でき、この異常に広い適応能力ゆえに、一部の研究者によってH. werneckiiは極端な耐塩性と評価されている。